# Walter Ash
Walter William Hector Ash CB (* 1906; † 1998) war ein britischer Konteradmiral der Royal Navy.

## Leben
Ash absolvierte seine schulische Ausbildung am City and Guilds College in London und trat am 30. November 1927 in die Royal Navy ein. Zunächst arbeitete er als Elektroinstallateur bei den HM Dockyards and Naval Establishments. Danach begann er eine Ausbildung zum Seeoffizier am Royal Naval College in Greenwich. Nach deren Abschluss wurde er am 30. November 1930 Assistent in der Elektroingenieur-Abteilung der Admiralität und beschäftigte sich dort mit U-Boot-Entwicklung. 1934 wurde er Gastlektor (Visiting Lecturer) für Elektromaschinenbau am Royal Naval College und danach 1937 bis 1939 Elektroingenieur in der Elektroingenieur-Abteilung der Admiralität, in der er sich diesmal mit Schlachtschiff-Entwicklung befasste.
Während des Zweiten Weltkrieges war Ash anfangs von 1939 bis 1940 Flotten-Elektroingenieur im Stab des Oberkommandierenden der Mittelmeerflotte (Mediterranean Fleet) und danach zwischen 1940 und 1945 Leitender Elektroingenieur in der Beschaffungs- und Produktionsabteilung der Admiralität. Nach Kriegsende fungierte er von 1945 bis 1948 als Leitender Ingenieur der Königlichen Werft (HM Dockyard) in Hongkong sowie zwischen 1948 und 1949 als Leitender Elektroingenieur im Ingenieurwissenschaftlichen Laboratorium der Admiralität in West Drayton, ehe er von 1950 bis 1951 Kommandant (Commanding Officer) des Hilfskreuzers HMS Montclare war. 1951 wurde er zum Kapitän zur See befördert und war danach in der Admiralität für Waffenkontroll-Entwicklung zuständig sowie danach zwischen 1953 und 1954 in der dortigen Elektrotechnik-Abteilung tätig.
Ash fungierte zwischen 1954 und 1958 als Direktor für Elektrotechnik der HM Dockyard in Devonport sowie zugleich von 1957 bis 1958 Vorsitzender der Sektion Südwest der Institution of Electrical Engineers (IEE). Im Anschluss war er zwischen 1958 und 1960 Aide-de-camp von Königin Elisabeth II. sowie daneben von 1959 bis 1960 in der Schiffsentwicklungsabteilung der Admiralität tätig.
1960 wurde Ash zum Konteradmiral (Rear Admiral) befördert und war als solcher zuletzt zwischen 1960 und 1963 stellvertretender Leiter des Elektrotechnik-Referats der Schiffsabteilung der Admiralität. Während dieser Zeit wurde er zum 1. Januar 1962 Companion des Order of the Bath (CB). 1963 trat Ash, der auch Fellow der Institution of Electrical Engineers war, in den Ruhestand.